# Federico Bardazzi
Federico Bardazzi (Firenze, 7 aprile 1962) è un direttore d'orchestra e musicista italiano, specialista di musica antica, barocca e di canto gregoriano è, inoltre, direttore di coro.

## Biografia
Nato in una famiglia di appassionati di musica, si avvicina alla musica a 6 anni studiando pianoforte, organo e chitarra. Nel 1975 diventa direttore di coro e organista alla Pieve di Sant'Alessandro a Giogoli dove dirige la sua prima messa in canto gregoriano. Nel 1976 anni diventa organista e direttore del coro della Certosa di Firenze. Nello stesso periodo inizia lo studio del violoncello presso il conservatorio Cherubini di Firenze sotto la guida di Giovanni Bacchelli conseguendo il diploma. Nel 1981 fonda insieme ad altri soci l'Orchestra da Camera Fiorentina mentre nel 1987 inaugura una nuova stagione di concerti alla Biblioteca Nazionale Centrale di Firenze, sospesi dopo l’alluvione del 1966, che porterà avanti negli anni grazie alla collaborazione con Maria Adelaide Bacherini Bartoli, direttrice della Sala Musica. Nello stesso anno inizia a collaborare con varie formazioni come l'Orchestra Toscanini di Parma, l’ORT - Orchestra della Toscana, l’Istituzione Sinfonica Abruzzese e le compagini orchestrali della Scuola di Musica di Fiesole. Sempre nel 1987 prosegue gli studi con André Navarra all'Accademia Musicale Chigiana di Siena mentre nel 1989 inizia a studiare composizione con Carlo Prosperi e Roberto Becheri, oltre che direzione corale con Roberto Gabbiani e Peter Phillips. Presso l’Accademia Chigiana studia direzione d'orchestra con Myung Whun Chung. Nel 1993 si diploma in direzione d'orchestra e inizia ad approfondire lo studio della musica barocca, seguendo le produzioni di Philippe Herreweghe con il Collegium Vocale Gent e l'Orchestra La Chapelle Royale. Studia canto gregoriano all'AISCGre di Cremona con Nino Albarosa, Johannes Göschl e Franz Praßl. Nel frattempo intraprende gli studi di musica corale, direzione di Coro e viola da gamba presso il Conservatorio Cherubini e l'Università di Tor Vergata di Roma. Nel 1993 costituisce il Coro e l’Orchestra dell’Accademia San Felice, diventato successivamente Ensemble San Felice. Nel 1995 collabora come direttore di coro alla Euridice di Jacopo Peri nella coproduzione di Teatro Comunale di Firenze e Provincia di Firenze, con la direzione di Alan Curtis e la regia di Luciano Alberti. Dal 1997, in seguito alla perdita del figlio Emanuele di cinque anni, si dedica per un decennio alla musica sacra e intraprende un percorso artistico orientato verso la musica medievale e il canto gregoriano. Durante gli anni duemila si andrà a consolidare nell’Ensemble San Felice un nucleo di strumentisti e solisti quali il flautista Marco Di Manno, il clavicembalista Dimitri Betti, il polistrumentista Fabio Tricomi, il liutista Giangiacomo Pinardi, il violinista barocco Fabrizio Cipriani, l’organista Elena Sartori, i soprani Barbara Zanichelli e Giulia Peri, il tenore Leonardo De Lisi.Nel 1995 dirige Acis e Galatea in coproduzione con Kammeroper Frankfurt e la regia di Reiner Pudenz; l’opera viene rappresentata anche all’Astronave del Centro Popolare Autogestito Firenze Sud. Nel 2000 dirige l'opera Tamerlano di Händel a San Gimignano con la regia di Giancarlo Cauteruccio mentre nel 2008 dirige Rodrigo dello stesso autore al Lufthansa Festival di Londra con la regia di Luciano Alberti e la partecipazione tra gli altri di Susanna Rigacci, Leonardo De Lisi, Laura Cherici; la produzione viene presentata nel 2009 al Teatro della Pergola di Firenze. Nel 2010 dirige Giustino di Händel a Genova e Brescia.  Nel 2013 e nel 2014 dirige in coproduzione con il Teatro Verdi di Pisa Il Flaminio di Pergolesi con la regia di Marcello Lippi e nello stesso anno al Teatro Goldoni di Firenze dirige Fairy Queen di Purcell per il Maggio Fiorentino Formazione. Nel 2015 dirige Il trionfo dell'onore di Scarlatti e il Don Giovanni o sia il convitato di pietra di Gazzaniga al Festival Don Giovanni di Marcello Lippi al Teatro Verdi di Pisa. Nello stesso anno dirige Suor Angelica di Puccini e Il barbiere di Siviglia per la regia di Ellen Williams. Nel 2018 si occupa dell'opera Motezuma di Galuppi di cui cura la trascrizione con Veronica Nosei; l’opera va in scena al Festival Pucciniano e al Mozarteum di Salisburgo con la Mozarteumorchester Salzburg. Nel 2019 dirige L’incoronazione di Poppea di Monteverdi con la regia di Marcello Lippi. Nel 2020 presenta in coproduzione con Cantiere Internazionale d'Arte di Montepulciano il Don Giovanni di Mozart - Gazzaniga basandosi sulla versione parigina curata da Luigi Cherubini.

## Opera

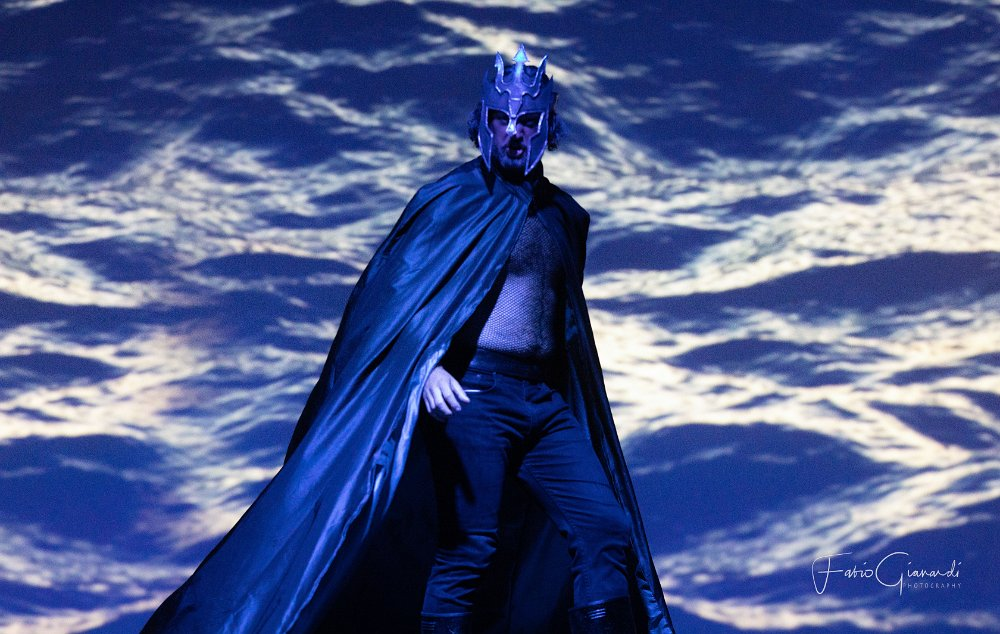
Ulisse - Odysseus - Il ritorno di Ulisse in patria 2022

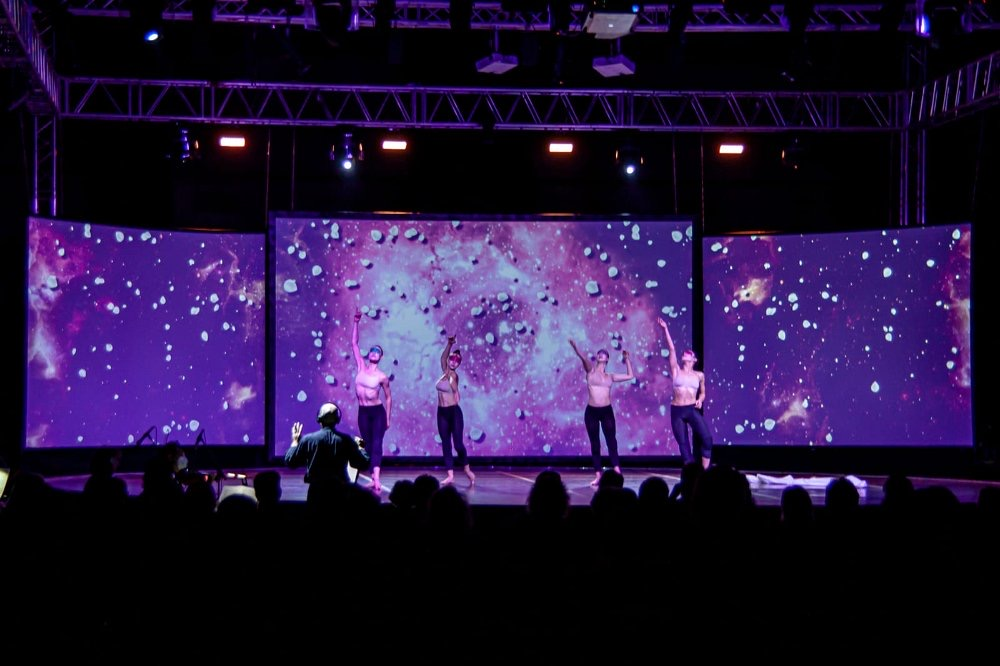
L'orfeo - 2021

Nel 1995 dirige Acis e Galatea in coproduzione con Kammeroper Frankfurt e la regia di Reiner Pudenz; l’opera viene rappresentata anche all’Astronave del Centro Popolare Autogestito Firenze Sud. Nel 2000 dirige l'opera Tamerlano di Händel a San Gimignano con la regia di Giancarlo Cauteruccio mentre nel 2008 dirige Rodrigo dello stesso autore al Lufthansa Festival di Londra con la regia di Luciano Alberti e la partecipazione tra gli altri di Susanna Rigacci, Leonardo De Lisi, Laura Cherici; la produzione viene presentata nel 2009 al Teatro della Pergola di Firenze. Nel 2010 dirige Giustino di Händel a Genova e Brescia.  Nel 2013 e nel 2014 dirige in coproduzione con il Teatro Verdi di Pisa Il Flaminio di Pergolesi con la regia di Marcello Lippi e nello stesso anno al Teatro Goldoni di Firenze dirige Fairy Queen di Purcell per il Maggio Fiorentino Formazione. Nel 2015 dirige Il trionfo dell'onore di Scarlatti e il Don Giovanni o sia il convitato di pietra di Gazzaniga al Festival Don Giovanni di Marcello Lippi al Teatro Verdi di Pisa. Nello stesso anno dirige Suor Angelica di Puccini e Il barbiere di Siviglia per la regia di Ellen Williams. Nel 2018 si occupa dell'opera Motezuma di Galuppi di cui cura la trascrizione con Veronica Nosei; l’opera va in scena al Festival Pucciniano e al Mozarteum di Salisburgo con la Mozarteumorchester Salzburg. Nel 2019 dirige L’incoronazione di Poppea di Monteverdi con la regia di Marcello Lippi. Nel 2020 presenta in coproduzione con Cantiere Internazionale d'Arte di Montepulciano il Don Giovanni di Mozart - Gazzaniga basandosi sulla versione parigina curata da Luigi Cherubini.
Con l’inizio della pandemia si dedica alla transizione digitale nel settore dell'opera e sviluppa il concept Virtual Stage di Carla Zanin per un nuovo format di produzione, ricerca, formazione nel teatro lirico che viene sostenuto dall'Unione Europea. Le principali produzioni realizzate sono L'Orfeo (2021), Il ritorno di Ulisse in patria di Claudio Monteverdi (2022/2023), Don Giovanni (2021) e Le nozze di Figaro di Mozart (2022), La Cenerentola di Rossini (2022), L’elisir d’amore di Donizetti (2022). Nel 2023 dirige a Nairobi nell’ambito del Progetto Europeo CAPHE-Communities and Artistic Participation in Hybrid Environment Orfeo & Lwanda in cui sono posti in relazione il mito di Orfeo e la leggenda di Lwanda Magere della comunità dei Luo in uno spettacolo con sperimentazioni VR che viene trasmesso in diretta streaming in ambiente virtuale su Second Life.

### Musica sacra e barocca
Nel 1995 recupera negli archivi della Biblioteca Nazionale Centrale di Firenze San Filippo Neri le opere di un autore anonimo del XVII secolo che trascrive e dirige in prima esecuzione per i 400 anni dalla morte del santo, insieme a Oratorio di Andrea Cavallari. Dal 1996 si dedica alle produzioni bachiane con strumenti barocchi, quali la Messa in si minore e l’integrale dei Mottetti. Nel 1997 incontra il compositore Arvo Pärt al quale si ispira nella realizzazione di un programma incentrato sul Magnificat; il repertorio è costituito da la Sieben Magnificat Antiphonen di Pärt e Magnificat provenienti dal medioevo armeno e georgiano, passando per Palestrina, Monteverdi, Gabrieli, fino ai contemporanei dello stesso Pärt e di Andrea Cavallari. Il programma viene eseguito in occasione di una tournée in Germania. Sempre nel 1997 produce Apocalisse di Andrea Cavallari con le coreografie e la danza di Virgilio Sieni e dirige il Requiem di Mozart in una versione curata attraverso l’analisi della versione storica di Joseph Eybler e di quelle contemporanee di Richard Maunder, Franz Beyer e Robert Levin. La partitura viene proposta in tandem con Requiem for a friend di Andrea Cavallari e con le installazioni dell’artista steineriana Simona Lotti. Nel 1998 inizia il lavoro sugli oratori di Carissimi Nel 1999 propone il progetto di musica medievale El cant de la Sibilla. Sempre nel 1999 è invitato a dirigere nel Battistero di Firenze la Messa sopra l’Aria di Fiorenza di Frescobaldi per O flos colende, festival di musica Sacra dell’Opera di Santa Maria del Fiore.Successivamente dirige le Kirchenmusik di Johann Sebastian Bach: nel 2003 e 2004 dirige le Messe Luterane in fa maggiore e in sol minore; sempre nel 2004 esegue a Firenze la Berliner Messe nella versione orchestrale con la Puchheimer Jugendkammerorchester all’Auditorium Santo Stefano al Ponte e, nello stesso anno, nella Basilica di Santa Trinita, nella versione per organo con Cristina Bagnoli con la ricostruzione della liturgia gregoriana. Nel 2005 e 2007 si occupa della Johannespassion, nel 2006 e 2008 del Weinachts oratorium e dell'Öster oratorium. Nel 2008 propone la prima esecuzione in tempi moderni dei Vespri di Stiava ancora una volta con la ricostruzione della liturgia dell’epoca in canto gregoriano; il concerto ha luogo nella Basilica di San Lorenzo per gli Amici della Musica di Firenze e viene replicato a Brescia. Si dedica a diverse versioni delle Leçons des ténèbres: di Couperin nel 2004 e 2005, di Michel – Richard Delalande nel 2007, proposte con la ricostruzione liturgica attraverso l’inserimento della salmodia e dei responsori gregoriani; in questo filone si inserisce nel 2008 l'esecuzione delle Lamentaziones di Jan Dismas Zelenka. Nel 2009 fonda l’Ensemble Barocco di Maggio Fiorentino Formazione, che ha come cardini i violinisti Petru Ladislau Horvath, Luigi Cozzolino e Anna Noferini, dell’Orchestra del Maggio; dirige quindi l’integrale dei Concerti Brandeburghesi di Bach con l’Orchestra da Camera Fiorentina. Nel 2010 realizza, in collaborazione con Alessandra Petrina dell’Università di Padova, un programma di musiche Rinascimentali scozzesi tratte da un manoscritto di Thomas Wode: il concerto viene replicato negli anni successivi in diversi festival e congressi in Italia e all’estero. Nel 2011 al Teatro della Pergola per gli Amici della Musica di Firenze dirige il Vespro della Beata Vergine di Monteverdi presentato con la ricostruzione della liturgia in canto gregoriano. Nello stesso anno si dedica al canto fratto, realizzando con Gabriele Giacomelli all’organo un programma monografico su Frescobaldi con i canti della liturgia tratta dai manoscritti del Trecento custoditi a Santa Felicita a Firenze. Nel 2012 dirige per Maggio Fiorentino Formazione il Messiah di Händel, nello stesso anno O flos colende lo invita nel Duomo di Firenze a eseguire nuovamente la Messa sopra l’aria di Fiorenza di Frescobaldi, questa volta con la ricostruzione della liturgia in canto gregoriano. Nel 2012 ripropone Membra Jesu Nostri di Buxtehude nel Duomo di Massa. Nel 2013 e 2014 di nuovo il Messiah in Polonia e Ungheria, l’oratorio haendeliano sarà di nuovo realizzato nel 2019 a Firenze. Nel 2017 realizza la Petite Messe Solennelle di Rossini con Giuseppe Bruno e Giacomo Benedetti al pianoforte, Dimitri Betti all’Harmonium e il Coro Ensemble Capriccio Armonico di Gianni Mini.

### Musica medievale e canto gregoriano
Nel 2002 presenta il dramma liturgico Quem queritis, arrangiato da manoscritti fiorentini eseguito in forma semiscenica con la regia e i costumi di Eva Mabellini.  Nel 2003 fonda a Firenze con Enzo Ventroni il Festival in canto gregoriano. Dal 2006 inizia una ricerca musicale sui manoscritti di Hildegard von Bingen, proponendo una ricostruzione liturgica in gregoriano del III Notturno Nel 2007 organizza sempre con Enzo Ventroni il Congresso dell’AISCgre – Associazione Internazionale Studi di Canto Gregoriano, che vede riunirsi a Firenze studiosi e cori di tutto il mondo. Dal 2002 al 2006 è membro del Consiglio Direttivo Nazionale e dal 2009 al 2015 membro del Consiglio Direttivo Internazionale dell’AISCGre. In questo periodo esegue programmi di musica medievale in festival in Italia e all’estero, esibendosi in sedi quali il Duomo di Bruxelles, la Chiesa di Sant’Andrea di Colonia, il Battistero di Firenze, l’Eglise de Notre Dame di Poët Laval. Nel 2000 crea il programma Nigra sum sed Formosa, basato sul culto di Maria tra monastero e corte con le Cantigas de Santa Maria di Alfonso X e il vespro di Maria in canto gregoriano. 
Nel 2008 effettua una ricerca presso l’Università di Tor Vergata su San Zanobi con la collaborazione di Giacomo Baroffio, Agostino Ziino e Marco Gozzi; ricostruisce l’intero ufficio e la messa nel Trecento a Firenze dedicati al Santo e il programma viene eseguito in Italia e all’estero, argomento sul quale verrà poi prodotto un saggio, in particolare nel 2011 il programma viene eseguito alla Galleria Tret'jakov di Mosca per il gemellaggio tra la Diocesi di Firenze e il Patrarcato di Mosca.
Nel 2009 esegue l’integrale dei brani di Francesco Landini in versione di contrafacta, con testi sacri riscoperti in alcuni manoscritti fiorentini della Biblioteca Marucelliana e della Biblioteca Nazionale di Firenze; il progetto è curato con il flautista e musicologo Jostein Gundersen, in collaborazione con l’Università di Bergen;
Nel 2015 dirige La Musica della Commedia, con Julia Bolton Holloway, Marco Di Manno e Carla Zanin; il progetto viene eseguito in tutta Europa e nel 2015 al Ravenna Festival e nel Duomo di Firenze in uno spettacolo con Alessio Boni, Marcello Prayer, Cristina Borgogni e Paolo Lorimer in coproduzione con il Teatro della Pergola e Opera di Santa Maria del Fiore. Il programma viene eseguito anche nel 2017 nell’ambito del Festival in canto armonico con Alessandra Montali.
Nel 2015 esegue la Passio Sancti Miniatis, opera recuperata da un lavoro di ricerca sull’Antifonario Arcivescovile di Firenze (ca. 1250) di Giovanni Alpigiano. Nel 2017 dirige nel Duomo di Firenze per O Flos Colende lo spettacolo teatrale e musicale Ildegarda la Sibilla del Reno di e con Cristina Borgogni e con Paolo Lorimer. Sempre nel 2017 realizza la ricostruzione della celebrazione della Pasqua a San Marco a Venezia con il programma Monteverdi & Gabrieli.
Nel 2018 viene invitato da Katia Bach - discendente in linea diretta di Johann Sebastian Bach - a tenere alla Biblioteca Marucelliana di Firenze la conferenza concerto dal titolo Dante & Bob Dylan. Questo evento segna l’inizio della creazione di un nuovo progetto sulla figura di Francesco d’Assisi a cura di Carla Zanin con i testi di Cristina Borgogni che si snoda tra le laudi e le danze medievali brani di ispirazione etnica e brani del pop internazionale in una naturale dialogo tra i diversi generi musicali tra medioevo e contemporaneità. Nel 2019 cura le musiche e dirige a Santa Croce e a San Miniato al Monte a Firenze, Umiliana, una pièce teatrale in forma semiscenica di Silvia Bargellini, dedicata alla figura della Beata Umiliana de’ Cerchi, terziaria francescana fiorentina del Duecento.

### Direzione di progetti culturali
Nel 1993 fonda insieme ad Andrea Cavallari la Stagione Concertistica dell’Accademia San Felice. Dal 1994 al 1998 è conduttore con Andrea Cavallari del programma Non solo Classica su Novaradio. Negli anni 1995 -1998 organizza a Firenze il Musica Mundi Children’s Choir Festival che riunisce oltre 500 bambini di tutto il mondo a Firenze per la direzione artistica di Mark Andrew Shaull. Nel 1996 dà vita, sempre con Andrea Cavallari, al Youth European Orchestra Festival.
Dal 2003 è con fondatore e direttore artistico con Enzo Ventroni di in canto gregoriano – incontri internazionali di Firenze con Ensemble San Felice, Viri Galilaei, Capitolo Metropolitano Fiorentino. Nel 2009, nell’ambito del Maggio Fiorentino Formazione, realizza con Paolo Bellocci e Carla Zanin CSSR – Corso di specializzazione per Scenografi Realizzatori e CSCL – Corso di Specializzazione per Cantanti Lirici, con finanziamento FSE della Provincia di Firenze che sfociano nelle produzioni del Teatro del Maggio Il campanello di Donizetti, Il Cappello di paglia di Firenze di Nino Rota, Orfeo all’inferno di Jacques Offenbach, INFARS - Industrie Formative Arti Sceniche, in collaborazione con Teatro Studio di Scandicci, nel 2011 e 2012 due edizioni dei CFT – Centri Formativi Territoriali della Provincia di Firenze, con una offerta di oltre 20 percorsi formativi, nell’ambito dei quali tiene anche come docente corsi di musica vocale e strumentale e barocca da cui scaturiscono numerosi concerti di grande valore quali l’integrale dei Brandeburghesi con la spalla dell’Orchestra del Maggio Yehezkehel Yerushalmi, il Messiah di Haendel, il Vespro della Beata Vergine di Monteverdi. Sempre con Maggio Fiorentino Formazione nel 2011 è direttore del progetto Opera Futura, progetto vede coinvolte le professionalità del settore dello spettacolo sia tecniche che artistiche in collaborazione con gli enti lirici toscani.
Nel 2012 fonda con Carla Zanin il FICF – Florence International Choir Festival. Il FICF include la Competition of Choral Composition Ennio Morricone, un concorso di composizione corale in cui Ennio Morricone selezionava e nominava i giovani vincitori. Nel 2013 istituisce, in collaborazione con Zhou Wanli, la ricorrenza di celebrare musicalmente il Capodanno cinese in collaborazione con la comunità valdese di La Spezia e la partecipazione di giovani musicisti cinesi. Nel 2014 realizza il progetto di formazione Illumino per formare operatori addetti all'illuminazione di spettacoli teatrali ed eventi dal vivo per il Teatro Metastasio di Prato.
Nel 2014 fonda con Alessandra Montali il Festival in canto armonico per valorizzare emergenze musicali e storiche dell’alta toscana, nell’ambito del quale dirige e realizza repertori di musica sacra, medievale e barocca. Nel 2014 con Carla Zanin e Marco Di Manno realizza due progetti europei: Cantus Posterius con Karl Praßl per lo studio del canto tardo medievale in Europa in collaborazione con i gruppi provenienti da Germania, Austria, Norvegia, Svizzera, Lettonia, Italia; Vet Music Pro dove realizza con i musicisti dell’Ensemble San Felice collaborazioni con importanti Conservatori europei in Polonia, Ungheria, Romania, Svizzera, Slovenia, nell’ambito del quale dirige la propria versione del Requiem di Mozart, il Messiah di Haendel e gli Oratori sacri di Carissimi. Dal 2015 apre con Paolo Bellocci e Carla Zanin l’Agenzia Formativa accreditata presso la Regione Toscana della Fondazione Festival Pucciniano di Torre del Lago, dove realizza con finanziamenti FSE della Regione Toscana nel 2017 SAEST - Scenografo per l'Allestimento di Eventi e Spettacoli Teatrali, nel 2018 Music Pro e Sound & Light.

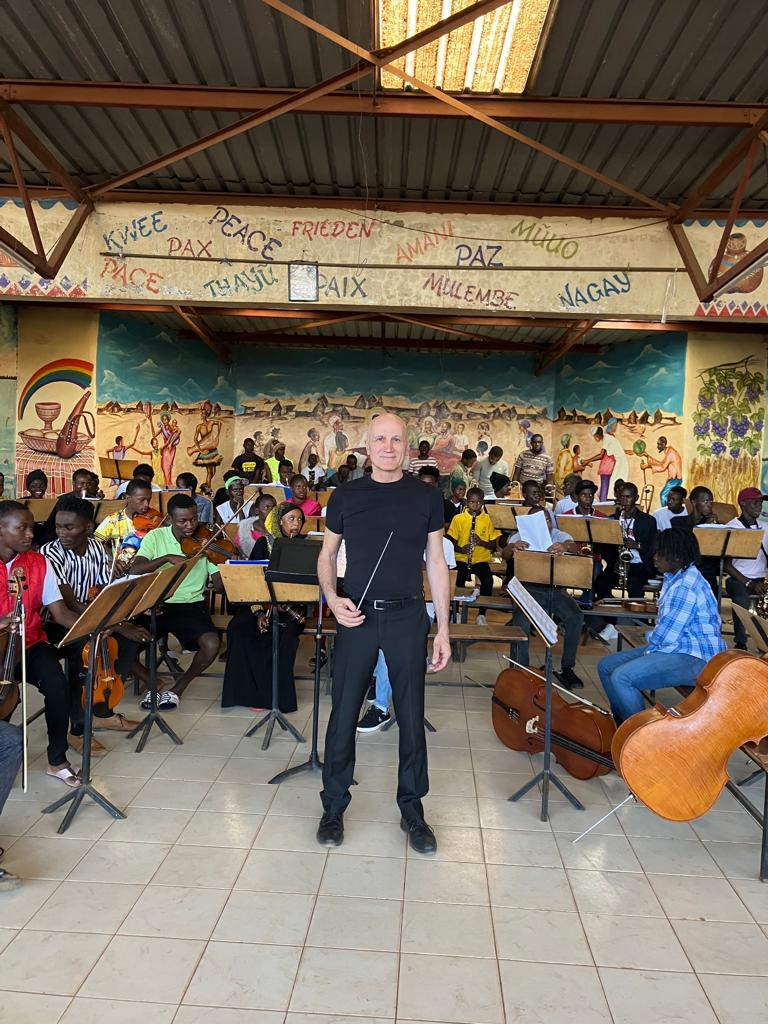
Kenyatta University, Nairobi 2023

Nel 2017 – 2018 realizza con Opera Network il programma culturale sportivo per giovani studenti dello Xilingol Vocational College della Mongolia che vede la partecipazione di Luca Saudati. Nel 2019 è direttore DIPAS - Direttore di Palcoscenico e Allestimento dello Spettacolo realizzato con Carla Zanin e Paolo Bellocci con Opera Network in collaborazione con il CSM&A – Centro Studi Musica e Arte di Firenze. Nel 2021 è direttore del progetto MOSAICO con Opera Network ed Ensemble San Felice, in collaborazione con CSM&A - Centro Studi Musica & Arte – finanziato da FSE Regione Toscana nel settore Digital Job, Green Job. Nello stesso anno è partner con Ensemble San Felice del progetto MI.FORM.O in collaborazione con Academy of Arts Szczecin e Accademia Europea di Firenze finanziato dal Programma Erasmus +. Nel 2021 è coordinatore scientifico del progetto VIRTUAL STAGE di Carla Zanin con Ensemble San Felice con fondi Erasmus + e i partner Silesian Theatre Opava CZ, ESME Sudria Lyon,Tisseurs de Sons Lyon, Heliosfero Amsterdam e del progetto In Media Stat Virtus (in collaborazione con Erasmus + Programme).
Nel 2022 è partner di altri due progetti europei: LSO – Lets Sing Opera (Creative Europe e Erasmus +) con Ensemble San Felice, Sofia Opera & Ballet, Silesian Theatre di Opava e Experience Erasmus + con AEF-Accademia Europea di Firenze, Ensemble San Felice Prokopios Arts Festival. Inoltre, sempre nel 2022, è direttore del progetto IFTS DMS - Digital Media Specialist con Opera Network, Ensemble San Felice, CSM&A - Centro Studi Musica & Arte, finanziato da FSE Regione Toscana. Nel 2022 è coordinatore scientifico del progetto Metamorphoses - Digital aesthetic for the next music training, coordinamento scientifico di Federico Bardazzi, Andrea Bareggi e Carla Zanin con Ensemble San Felice, ESME Sudria e GRAME Lyon, Giunti Firenze, Hellenic Opera Corporation, Fundacja Akademia Muzyki Dawnej Szczecin, Promusica Malaga. Nel 2023 è partner di CAPHE-Communities and Artistic Participation in Hybrid Environment Horizon Europe Program Action Marie Curie con Opera Network, Conservatorio Puccini La Spezia, Jagiellonian University di Cracovia, Kenyatta University di Nairobi, Istituto Polacco di Estetica, Università di Atene, il progetto è transdisciplinare e si focalizza sulla ibridità tra realtà fisica e realtà virtuale, tra digitale e estetica e la ricaduta sulle comunità.

### Attività didattica
Nel 1991 fonda il Centro Studi Musica Siena con la violinista Chiara Cetica e la flautista Giovanna Mazzini; nello stesso anno fonda l’Accademia San Felice (già Accademia di San Leonardo in Arcetri) sempre con Chiara Cetica, con la flautista Paola Mattei e con il compositore italo americano Andrea Cavallari. Nel 1993 inizia a insegnare presso il conservatorio Bellini di Palermo e nel 2003 al conservatorio Marenzio di Brescia. Nel 2007 viene invitato da Fiamma Nicolodi a proporre presso l'Università di Firenze un corso di canto gregoriano e musica medievale.
Nel 2009 viene nominato direttore dei corsi del Maggio Fiorentino Formazione, dove inizia la collaborazione con Carla Zanin e Paolo Bellocci, da cui nascerà l’Associazione Opera Network che sviluppa molteplici percorsi formativi realizzati con fondi FSE (Fondo Sociale Europeo), sia per le professionalità artistiche che tecniche del teatro lirico. Nel 2015 Opera Network diviene Centro d’Esame CVCL dell’Università per Stranieri di Perugia e inizia una lunga serie di progetti in collaborazione con conservatori, accademie e università cinesi e americane nel settore della musica, dell’arte e della lingua italiana. Dal 2015 al 2021 è direttore dell’Agenzia Formativa della Fondazione Festival Pucciniano con Paolo Bellocci. Nel 2012 insegna presso il conservatorio Puccini di La Spezia, dove dal 2021 è Coordinatore delle relazioni e dei progetti internazionali CAPHE-Communities and Artistic Participation in Hybrid Environment (Horizons Europe 2022-2026) e IMSV-In Media Stat Virtus (Erasmus+ 2021-2024), membro del consiglio accademico e della commissione ricerca. Nel 2021 collabora con l'Opera Studio Bel Canto di Foggia come docente e direttore di numerose produzioni al Teatro Umberto Giordano di Foggia e presso lo storico Teatro Garibaldi di Lucera. Parallelamente organizza nel corso degli anni diverse masterclass, sia in Italia che all'estero, occupandosi di direzione d'orchestra e repertori barocchi, gregoriani e operistici.

## Discografia
- 1998 Johann Sebastian Bach Messa in si min. Ensemble San Felice, Planet Sound
- 1999 Johann Sebastian Bach Sei Mottetti tedeschi, Ensemble San Felice, Planet Sound
- 1999 Andrea Cavallari Selfportrait, Ensemble San Felice, Capstone
- 2000 Girolamo Frescobaldi Messa sopra l'aria di Fiorenza, Ensemble San Felice, Bongiovanni
- 2001 Nigra sum sed formosa il culto di Maria tra monastero e corte, Cantigas de Santa Maria e canto gregoriano, Ensemble San Felice, Bongiovanni
- 2003 Voria crudel tornare, villanelle napoletane del cinquecento, Ensemble San Felice direttore Giangiacomo Pinardi, viola da gamba e lira calabrese, Tactus
- 2004 Quem queritis un dramma liturgico nella Firenze medievale, Ensemble San Felice, Tactus
- 2008 Giacomo Carissimi Oratori sacri: Vanitas vanitatum, Historia di Job, Judicium Salomonis, Ensemble San Felice, Bongiovanni
- 2010 Francesco Maria Stiava Vespri di Santa Cecilia, Ensemble San Felice, Clavis
- 2011 Hildegard von Bingen la sibilla del Reno, O orzchis ecclesia: Ad Matutinum in I Nocturno, Symphonia harmoniae caelestium revelationum, Liber divinorum operum, Ensemble San Felice, Brilliant Classics
- 2013 Musica per San Zanobi nella Firenze del Trecento, Festa Sancti Zenobii ad Missam, Ensemble San Felice, Bongiovanni
- 2015 La musica della Commedia, Ensemble San Felice, Classic Voice - Antiqua
- 2015 Francesco Landini cantasi come, laudi e contrafacta nella Firenze del Trecento, Ensemble San Felice, Bongiovanni
- 2016 Officium Sancti Miniatis, Ensemble San Felice, Bongiovanni
- 2016 Claudio Monteverdi Vespro della Beata Vergine (1610), Ensemble San Felice, Brilliant Classics[32]
- 2017 El cant de la Sibilla, Ensemble San Felice, Pueri Cantores della Cattedrale di Sarzana, Brilliant Classics[33]
- 2018 Monteverdi & Gabrieli Easter Celebration Venice 1600, Ensemble San Felice, Ensemble Capriccio Armonico[34], Brilliant Classics[35]
- 2019 Giacomo Carissimi Oratori Sacri: Iudicium extremum, Iefte, Ensemble San Felice, Pueri Cantores della Cattedrale di Sarzana, Bongiovanni
- 2020 Claudio Monteverdi L'Incoronazione di Poppea, Ensemble San Felice, Bongiovanni
- 2021 Dante, Orfeo e il viaggio kthònios - Claudio Monteverdi L'Orfeo Ensemble San Felice, Bongiovanni[36]
- 2023 Claudio Monteverdi Il ritorno di Ulisse in patria, Ensemble San Felice, Bongiovanni[37]

### DVD
- 2004 Giacomo Carissimi Oratori Sacri, VANITAS VANITATIS, Ensemble San Felice, direzione Federico Bardazzi[38]
- 2010 Hildegard von Bingen, symphonia harmoniae caelestium revelationum, Ensemble San Felice, direzione Federico Bardazzi[39]
- 2013 The Fairy Queen - Henry Purcell, Opera Network, Teatro Goldoni di Firenze[40]
- 2014 Antonio Vivaldi Le quattro stagioni, al violoncello Federico Bardazzi[41]
- 2015 Giovan Battista Pergolesi Flaminio, Opera Network[42]
- 2015 Wolfgang Amadeus Mozart Requiem K 626, supportato dall'Unione Europea[43]
- 2015 La Musica della Commedia, Ensemble San Felice, Classic Voice - Antiqua[44]
- 2017 Gioachino Rossini Petite Messe Solennelle[45]
- 2020 Claudio Monteverdi L'Incoronazione di Poppea[46]
- 2022 Georg Friederich Händel Messiah[47]
- 2023 Claudio Monteverdi Il ritorno di Ulisse in patria, Ensemble San Felice, Bongiovanni